# Digitální spínací pole
Digitální spínací pole propojuje jednotlivé kanály s přenosovou rychlostí 64 kBit/s, 8 bitů za 3,9 μs.
Samotné DSP se skládá z článků:
T-S-S-S-T
T-T-T-T-T

## S článek
Digitální prostorové spojovací pole se realizuje křížovým spojovacím polem mxn.
Prostorové digitální spojovací pole umožňuje pouze směrování sledu osmibitových slov, přicházejících v určitém kanálovém intervalu vstupního multiplexu, do stejnojmenného kanálového intervalu libovolného výstupního multiplexu.

## T článek
Základem časového spojovacího pole je časový spínač, který umožňuje změnu časové polohy podle potřeby spojení. Osmibitové slovo, přijímané z i-tého kanálového intervalu vstupního multiplexu, bude v časovém spínači zpožděno tak, že se bude vysílat do výstupního multiplexu v j-tém kanálovém intervalu (spojení i→j).
Časové digitální spojovací pole umožňuje změnu kanálového intervalu, v němž přichází sled osmibitových slov na vstup pole, za libovolný kanálový interval, ve kterém uvažovaný sled 8bitových slov z pole odchází.

### Tr
Je článek řízený čtením. Zápis osmibitových slov (vzorek 1 hovoru) na adresy hovoru v pořadí, ve kterém přicházejí.

### Tw
Čtení tohoto článku je řízeno řídící pamětí ŘP. V pořadí adres při čtení paměti hovoru je dáno pořadím, v jakém se kanály řadí do výstupního multiplexu.